# Vermeer-Thijs
Vermeer-Thijs war ein belgisches Radsportteam, das von 1978 bis 1982 bestand.

## Geschichte
Das Team wurde 1978 unter der Leitung von Lucien Willekens gegründet. Es war der Nachfolger vom Team Maes Pils.
In den ersten Jahren wurde überwiegend Ergebnisse bei belgischen Rennen erzielt, unter anderem 1979 bei Kuurne–Brüssel–Kuurne und 1980 bei Halle–Ingooigem.
Wichtigste Erfolge waren 1981 bei Mailand–Sanremo, zwei Etappen bei der Tour de Suisse, die Drei Tage von De Panne und die Teilnahme bei der Tour de France mit einem 11. Platz in der Gesamtwertung. Bei der erneuten Teilnahme bei der Tour de France 1982 konnte das Team zwei Etappensiegen feiern. Außerdem konnte noch der zweite Platz bei Lüttich–Bastogne–Lüttich erreicht werden. Zum Ende der Saison 1982 löste sich das Team auf.

## Erfolge
1978
- eine Etappe Drei Tage von De Panne
- eine Etappe Tour de l’Oise
- Omloop van het Waasland
- Omloop Mandel-Leie-Schelde Meulebeke
- De Kustpijl
- GP Jef Scherens
- zwei Etappen Katalonien-Rundfahrt

1979
- Kuurne–Brüssel–Kuurne
- eine Etappe Drei Tage von De Panne
- zwei Etappen Belgien-Rundfahrt
- Halle–Ingooigem

1980
- Omloop van het Houtland Lichtervelde
- eine Etappe Mittelmeer-Rundfahrt
- Kattekoers
- De Kustpijl
- Halle–Ingooigem
- Omloop van de Vlaamse Scheldeboorden

1981
- La Marseillaise
- Mailand-Sanremo
- Drei Tage von De Panne
- eine Etappe Belgien-Rundfahrt
- Polder-Kempen
- zwei Etappen Tour de Suisse
- zwei Etappen Niederlande-Rundfahrt
- Circuit des Frontières
- Nationale Sluitingprijs

1982
- Omloop Het Nieuwsblad
- Le Samyn
- eine Etappe Drei Tage von De Panne
- GP Victor Standaert
- zwei Etappen Tour de France
- eine Etappe Niederlande-Rundfahrt
- Classica Sarda

## Grand-Tour-Platzierungen
| Grand Tour         | 1981 | 1982 |
| ------------------ | ---- | ---- |
| Tour de FranceTour | 11   | 31   |

## Monumente-des-Radsports-Platzierungen
| Monument                 | 1978 | 1979 | 1980 | 1981 | 1982 |
| ------------------------ | ---- | ---- | ---- | ---- | ---- |
| Mailand–Sanremo          | –    | 17   | 35   | 1    | 15   |
| Flandern-Rundfahrt       | 41   | 14   | 11   | 7    | 18   |
| Paris–Roubaix            | –    | 7    | 17   | 10   | 13   |
| Lüttich–Bastogne–Lüttich | 19   | 24   | –    | –    | 2    |
| Lombardei-Rundfahrt      | –    | –    | –    | –    | 13   |

## Bekannte ehemalige Fahrer
- Gerhard Schönbacher (1978)
- Frans Van Looy (1978)
- Walter Planckaert (1979–1980)
- Willy Planckaert (1979–1980)
- Eddy Planckaert (1980)
- Roland Liboton (1981–1982)
- Alfons De Wolf (1981–1982)
- Jan Bogaert (1980–1981)